# Soromboura
Ne doit pas être confondu avec Sorombora.
Soromboura, également orthographié Souroumboura, est une localité située dans le département de Kampti de la province du Poni dans la région Sud-Ouest au Burkina Faso.

## Géographie
Soromboura se trouve à environ 4 km au nord-est du centre de Kampti, le chef-lieu du département, et de la route nationale 12 menant à la frontière ivoirienne.

## Santé et éducation
Le centre de soins le plus proche de Soromboura est le centre médical de Kampti tandis que le centre hospitalier régional (CHR) de la province se trouve à Gaoua.